# Géza Szapáry
Géza pl. Szapáry grof Murske Sobote, Szapára in Széchy-Szigeta  (madžarsko Géza Szapáry de Szapár, Muraszombat et Széchy-Sziget), madžarski politik, kraljev glavni dvorni mojster, kraljev tajni svetovalec, clan cesarsko-kraljeve zbornice, dedni clan madzarskega Gornjega doma *27. september 1828, Bratislava, † 5. april 1898, Budimpešta.